# ハリー・マイアース
ハリー・ホワイト・マイアース（Harry White Meyers、1874年5月20日 - 1945年8月5日）は、南長老ミッションの宣教師である。賀川豊彦に洗礼を授けた宣教師として知られる。

## 生涯
アメリカ合衆国バージニア州レキシントンに生まれる。ワシントン・アンド・リー大学を卒業する。1897年にレキシントン中会で按手礼を受ける。来日して、岡崎、徳島、豊橋を経て、1907年より神戸で伝道を始め、神戸湊西教会を設立する。その間、1904年に賀川豊彦に洗礼を授ける。
1941年に神戸神学校の校長になり、ギリシア語、新約聖書学だけではなく数学と天文学も追求する。日米開戦について批判して逮捕され、6ヶ月投獄された。1942年6月釈放され、交換船でアメリカ合衆国のニューヨークへ渡り、同地で没した。